# Lower Peninsula

Regionalizacja stanu Michigan – Lower Peninsula obejmuje wszystkie regiony z wyjątkiem półwyspu Upper Peninsula

Lower Peninsula (z ang. „Półwysep Dolny”; także Lower Michigan lub potocznie The Mitten – dosł. „rękawica”) – półwysep śródlądowy w Ameryce Północnej, ograniczony przez jezioro Michigan od zachodu, cieśninę Mackinac na północy, oraz jeziora Huron, Erie i St. Clair oraz rzekę St. Clair od wschodu.
Lower Peninsula stanowi jedną z dwóch części amerykańskiego stanu Michigan, położony na południe od półwyspu Upper Peninsula. Ta część stanu Michigan od wschodu graniczy z Kanadą a od południa ze stanami Indiana i Ohio. Od Upper Peninsula oddziela go cieśnina Mackinac, nad którą przebiega most Mackinac Bridge.

## Geografia

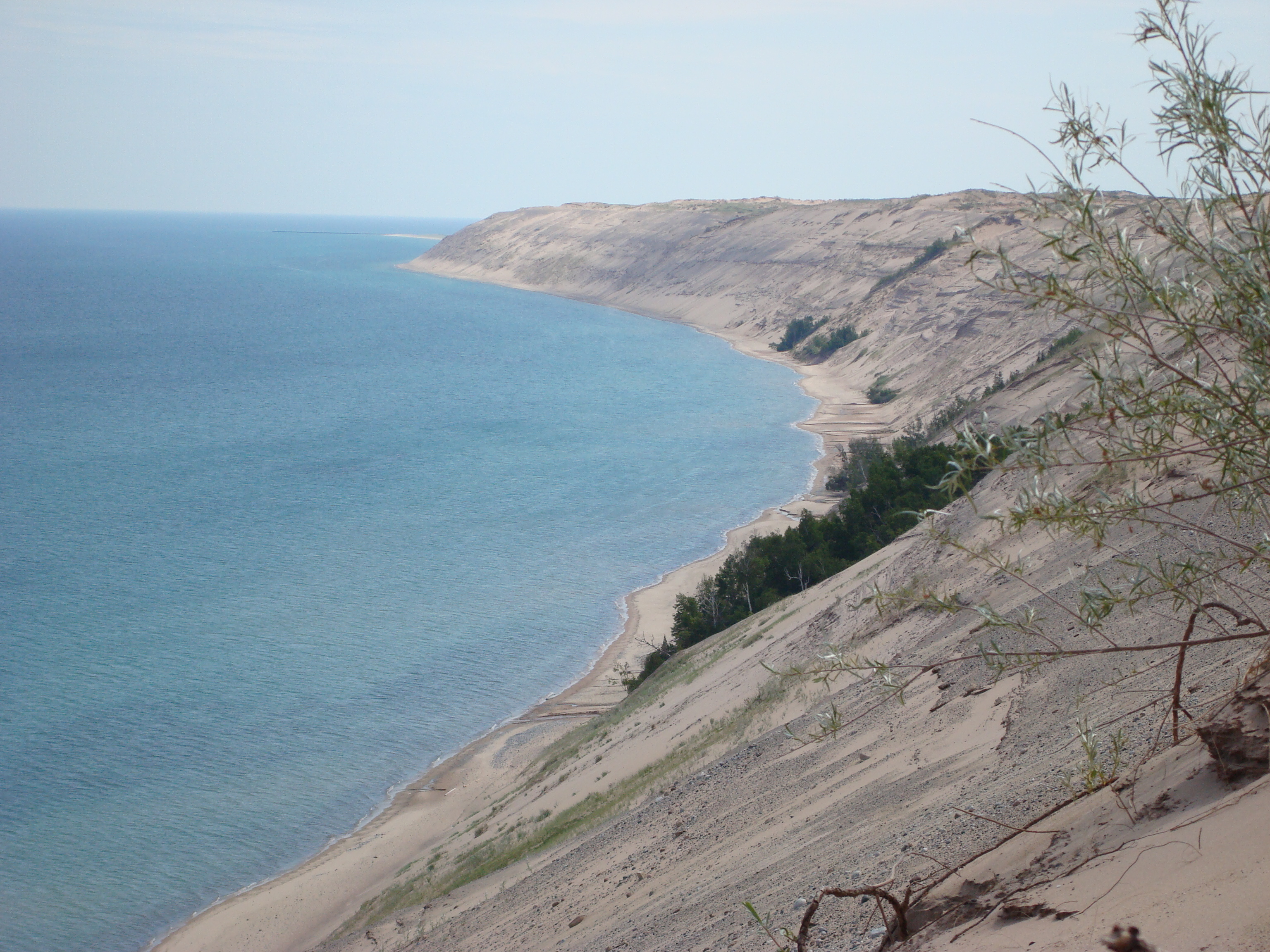
Wybrzeże jeziora Michigan na półwyspie

Półwysep ma kształt rękawicy z dużą zatoką jeziora Huron – Saginaw Bay na wschodzie. Szerokość (wschód-zachód) półwyspu wynosi 314 km a wysokość (północ-południe) 446 km. Powierzchnia półwyspu jest nizinna, poprzecinana morenami powstałymi w czasie ostatniego zlodowacenia (zlodowacenie północnopolskie, nazywane w Ameryce Północnej zlodowaceniem Wisconsin). Najwyższym punktem jest położone w północno-zachodniej części półwyspu Briar Hill, który się wznosi na wysokość 520 m n.p.m., natomiast najniższym punktem jest brzeg jeziora Erie o wysokości 174 m n.p.m., 
Obszar półwyspu obejmuje 208,1 tys.km², co stanowi około 83,1% powierzchni stanu Michigan, jednak zagęszczenie ludności jest zdecydowanie większe, gdyż w 2010 roku ta część była zamieszkała przez 9 572,3 tys. mieszkańców co stanowi 96,8% populacji stanu.

### Podział
Lower Peninsula stosując jako kryteria geologię, rodzaje gleb, roślinności i rolnictwa, dominację obszarów miejskich, wiejskich czy wreszcie mniejszości etnicznych można podzielić na cztery główne regiony. Z regionów tych wydziela się podregiony i nakładające się obszary.
- Północny (ang. Northern Michigan)
- Środkowy (Central/Mid-Michigan) 
  - Kciuk (The Thumb)
  - Trzy Miasta (Tri-Cities)
  - Południowy (Southern Michigan)
- Zachodni (West Michigan)

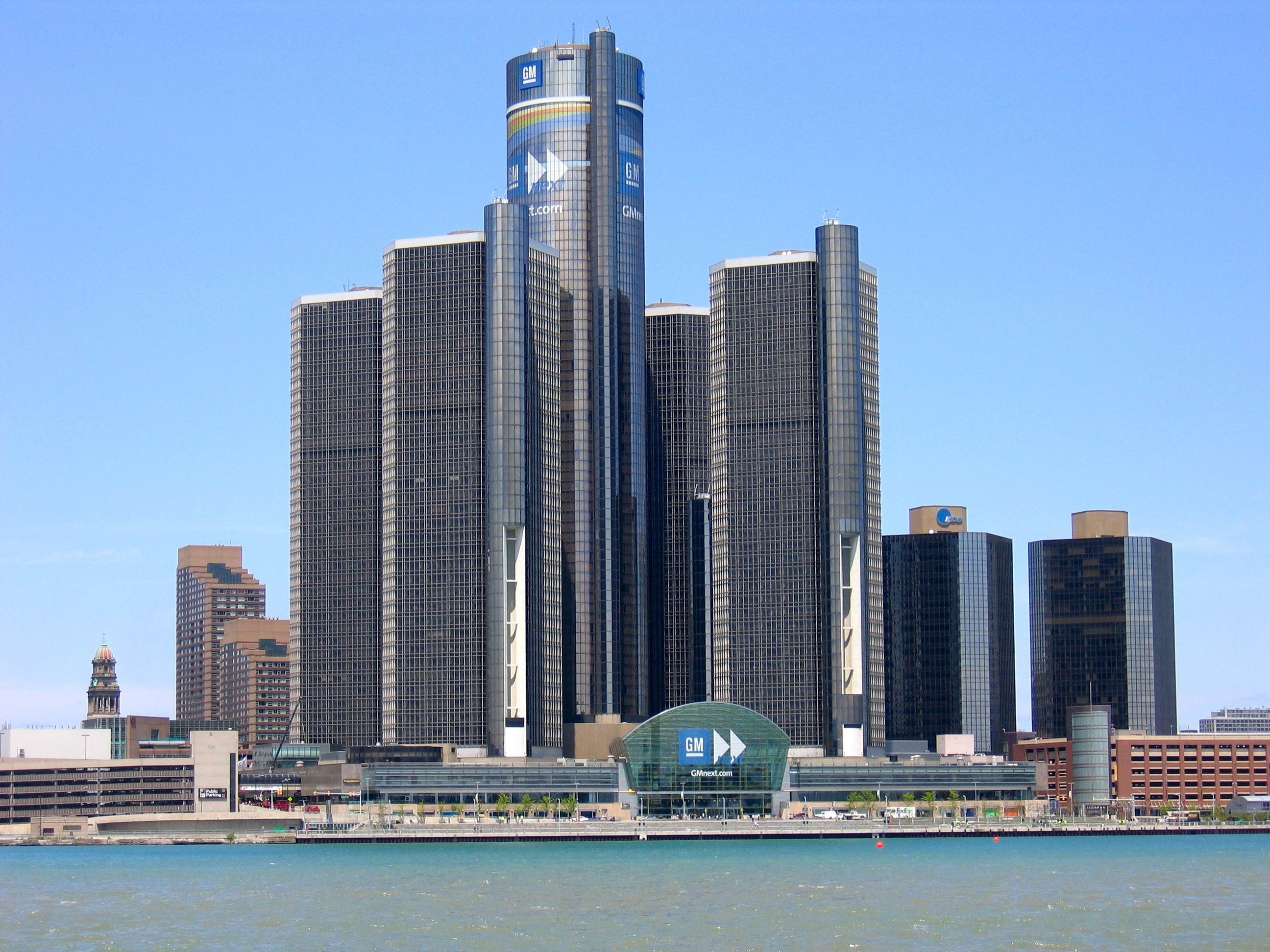
Centrala General Motors położona w Metro Detroit

  - Południowy Michigan (Southern Michigan)
  - Michiana
- Południowo-wschodni (Southeast Michigan)
  - Metropolitarny Detroit (Metro Detroit)